# マンフレート・ゲルマー
マンフレート・ゲルマー（Manfred ("Manni") Germar、1935年3月10日 - ）は、西ドイツの陸上競技選手。1956年メルボルンオリンピックの銅メダリストである。ケルン出身。

## 経歴
ゲルマーは、100mと200mの短距離を得意とした選手で、1956年のメルボルンオリンピックの4×100mリレーでは、ハインツ・フュッテラー、ローター・クネルツァー、レオンハルト・ポールとともに銅メダルを獲得。同年から、1958年のヨーロッパ選手権の100mでアルミン・ハリーに敗れるまで74連勝という記録を残した。なお、この大会の200mでは金メダルを獲得した。
ヨーロッパ選手権直後の1958年8月には、ケルンで、4×100mリレーの世界記録（39秒5）を樹立。また、10月には200mで20秒6の世界記録を樹立している。
ゲルマーは、1960年ローマオリンピックには、けがが十分に完治していなかったのと、治療した親知らずの影響で、100m、200mとも一次予選で敗退し、また4×100mリレーには出場できなかった。しかし、ゲルマーがいなくても、ドイツは4×100mリレーで金メダルを獲得している。
ゲルマーは現役引退後、商売を始め、小売店のチェーン、宝くじ販売会社の社長となる。また、20年間、地元ケルンのスポーツクラブの会長の職に就いていた。

## 主な実績
| 年   | 大会                 | 場所                         | 種目         | 結果     | 記録  |
| ---- | -------------------- | ---------------------------- | ------------ | -------- | ----- |
| 1956 | オリンピック         | メルボルン(オーストラリア)   | 100m         | 5位      | 10秒7 |
| 1956 | オリンピック         | メルボルン(オーストラリア)   | 200m         | -（qf）  | DNS   |
| 1956 | オリンピック         | メルボルン(オーストラリア)   | 4×100mリレー | 3位      | 40秒3 |
| 1957 | 国際学生スポーツ週間 | パリ(フランス)               | 100m         | 1位      | 10秒5 |
| 1957 | 国際学生スポーツ週間 | パリ(フランス)               | 200m         | 1位      | 21秒3 |
| 1958 | ヨーロッパ陸上選手権 | ストックホルム(スウェーデン) | 100m         | 2位      | 10秒4 |
| 1958 | ヨーロッパ陸上選手権 | ストックホルム(スウェーデン) | 200m         | 1位      | 21秒0 |
| 1958 | ヨーロッパ陸上選手権 | ストックホルム(スウェーデン) | 4×100mリレー | 1位      | 40秒2 |
| 1960 | オリンピック         | ローマ(イタリア)             | 100m         | 5位（q） | 11秒0 |
| 1960 | オリンピック         | ローマ(イタリア)             | 200m         | 3位（q） | 21秒6 |
| 1962 | ヨーロッパ陸上選手権 | ベオグラード(ユーゴスラビア) | 4×100mリレー | 1位      | 39秒5 |

- qfは2次予選、qは1次予選